# Experimentos sobre sífilis en Guatemala

Guatemala

Los experimentos sobre sífilis en Guatemala tuvieron lugar entre los años 1946 y 1948, dentro de un programa patrocinado y ejecutado por el gobierno de los Estados Unidos en Guatemala. Fueron experimentos con seres humanos en los que médicos, por lo general estadounidenses, infectaron mediante inoculación directa y sin consentimiento ni conocimiento de las víctimas, que eran ciudadanos guatemaltecos. Entre ellos soldados, reos, pacientes psiquiátricos con sífilis y otras enfermedades venéreas como gonorrea. Se calcula que más de mil quinientas personas fueron infectadas.
El objetivo era comprobar la efectividad de nuevos fármacos antibióticos, como la penicilina y otros tratamientos. Investigaciones desvelaron que las autoridades guatemaltecas de la época estaban al tanto y firmaron un acuerdo con la Organización Panamericana de la Salud.

## Experimentación con humanos
Los experimentos los impulsó en su totalidad la Secretaría de Salud Pública del gobierno federal estadounidense, bajo la administración del demócrata Harry S. Truman, por medio del médico John Charles Cutler. Este doctor también participó en otra experimentación con seres humanos en Alabama, Estados Unidos, en el conocido Experimento Tuskegee entre población afroamericana. La información respecto al experimento en Guatemala, se descubrió en los archivos del caso Tuskegee. 
La información fue divulgada primero por Susan Reverby, catedrática en el Wellesley College, quien la colocó en su portal, según MSNBC.
Los experimentos se condujeron entre 1946 y 1948, "nunca produjeron ninguna información útil", según el portal.
Reverby indicó que el proyecto estaba patrocinado por el Servicio Público de Salud de Estados Unidos, el Buró Sanitario Panamericano de Salud (hoy la Organización Panamericana de la Salud, OPS) y "el gobierno de Guatemala". La administración de turno era dirigida por el presidente Juan José Arévalo Bermejo, que puso fin a varias décadas de dictadura militar.
Los científicos que condujeron el estudio en reos (hombres) y pacientes mujeres del Hospital Nacional de Salud Mental, trataban de establecer "si la penicilina podía prevenir una infección temprana de sífilis, y no sólo curarla", según Reverby. La catedrática explicó que los guatemaltecos fueron infectados por prostitutas, que tenían la enfermedad o fueron infectadas intencionalmente, y que "no está claro si después fueron curados".
La profesora Reverby descubrió archivos del difunto doctor John Cutler. Los resultados de la investigación aparentemente nunca fueron publicados. Al parecer, la investigación fue financiada con una beca de los Institutos Nacionales de Salud a la Oficina Sanitaria Panamericana, hoy conocida como la Organización Panamericana de la Salud. No se hallaron en los documentos pruebas de que los afectados tuviesen consciencia de las consecuencias. De hecho, muchas personas no fueron informadas sobre lo que se les estaba haciendo, según datos en los archivos. El gobierno guatemalteco de la época otorgó permiso para realizar la investigación, como también consta en los documentos. No ha sido comprobado si la presidencia de la República de Guatemala consintió los hechos.  
Durante los experimentos se utilizó preferentemente a prostitutas enfermas de gonorrea o sífilis para contagiar a individuos privados de libertad, soldados o pacientes de manicomios. Al comprobarse que eran muy pocos los hombres que se habían contagiado, se pasó a la inoculación directa, inyectando la bacteria de la sífilis en el pene, el brazo o la espalda de las víctimas. 
Algunos médicos estadounidenses reconocieron la falta de ética al experimentar con seres humanos. Cutler expresó que para la realización del experimento sin impedimentos se debía mantener en secreto. Esto hace deducir, sobre todo por las sugerencias de discreción entre las autoridades locales, que el gobierno de Guatemala no conocía completamente las interioridades de la situación. Hay testimonios y pruebas de que también niños huérfanos, alojados en el hogar "Rafael Ayau" de la Ciudad de Guatemala, fueron contagiados.
Sobre todo, se estudiaba el desarrollo de las enfermedades venéreas en periodos prolongados de tiempo, sin ofrecer tratamiento alguno a los infectados para analizar el desarrollo de la enfermedad. No hay datos precisos sobre las identidades de las víctimas ni, lo más importante, un cuadro clínico completo de éstas, aunque sí hay algunas referencias personales de los pacientes y alusiones médicas que permiten determinar que hubo al menos una persona fallecida por un ataque epiléptico durante la experimentación.

## Reconocimiento oficial en el año 2010
En octubre de 2010, el gobierno de Estados Unidos reconoció los sucesos, que consideró abominables y gravísimos, y se disculpó públicamente por éstos, con una inusual excusa presentada por la secretaría de Estado al pueblo guatemalteco. Junto con el reconocimiento de culpabilidad, Barack Obama, presidente de los Estados Unidos, sostuvo comunicación telefónica con el presidente guatemalteco Álvaro Colom, expresó su profundo pesar por lo sucedido y pidió perdón. En Guatemala la opinión pública ha considerado los hechos como un crimen de lesa humanidad. Se desconoce el número de víctimas sobrevivientes que podría haber en la actualidad. Hubo un médico guatemalteco que conoció los eventos, así como una mujer anciana que siendo menor de edad fue contagiada en un orfanato, quienes han rendido declaraciones públicamente.
Los Estados Unidos acotaron que, en la actualidad, los reglamentos que gobiernan la investigación médica en seres humanos financiada por ese país prohíben terminantemente este tipo de violaciones y afirmaron que se está realizando una profunda investigación al respecto: “Estamos iniciando una minuciosa investigación con respecto a los detalles de este caso de 1946… A medida que avanzamos para comprender mejor este atroz suceso, reiteramos la importancia de nuestra relación con Guatemala y nuestro respeto por su pueblo, así como nuestro compromiso con las normas éticas más exigentes en la investigación médica”, según un comunicado oficial del gobierno estadounidense.